# Celama tuberculana
Celama tuberculana är en fjärilsart som beskrevs av Louis Augustin Guillaume Bosc 1791. Celama tuberculana ingår i släktet Celama och familjen trågspinnare. Inga underarter finns listade i Catalogue of Life.